# Liste des races de chiens éteintes
 (mai 2023).
Si vous disposez d'ouvrages ou d'articles de référence ou si vous connaissez des sites web de qualité traitant du thème abordé ici, merci de compléter l'article en donnant les références utiles à sa vérifiabilité et en les liant à la section « Notes et références ».
Voici une liste des races, variétés, races locales et types de chiens éteints.

## Liste des races, variétés, races locales et types de chiens éteints

### A
- Alaunt
- Akita matagi

### B
- Basset ardennais
- Berger d'Artois
- Berger des Cévennes
- Berger du Cumberland
- Berger du Languedoc
- Berger du Larzac
- Berger lapon
- Blue Paul terrier
- Bouledogue toy
- Braque du Puy
- Buckhound
- Bull terrier type dalmatien
- Bullenbeißer
- Braque du Bengale
- Bull terrier type bouledogue

### C
- Charnaigre
- Chien blanc du Roi
- Chien Boran
- Chien celtique
- Chien Chiribaya
- Chien courant de Virelade
- Chien courant du Nord
- Chien courant du Sud
- Chien d'eau de Moscou
- Chien d'ours Tahltan
- Chien de combat de Cordoba
- Chien de phoque de Seskar
- Chien d’eau de Saint-John
- Chien de trait belge
- Chien des Hottentots
- Chien des Marquises
- Chien du Haut-Poitou
- Chien fuégien
- Chien gris de Saint-Louis
- Chien indigène de l'île Goodenough
- Chien laineux Salish
- Chien lièvre indien
- Chien normand
- Chien Panthère
- Chien poi hawaïen
- Chien polaire argentin
- Chien polynésien
- Chien tahitien
- Chien tournebroche
- Cur
- Chien de fer

### D
- Dalbo
- Dogue de Cuba

### E
- Épagneul d'eau anglais
- Épagneul des Alpes
- Épagneul Norfolk
- Épagneul chalutier miniature

### F
- Farou

### G
- Grand fauve de Bretagne
- Griffon Boulet

### H
- Haidbracke
- Halls Heeler
- Husky de Sakhaline

### K
- Kurī

### L
- Leauvenaar
- Levesque
- Limer

### M
- Mastiff alpin
- Mastiff de Terceira
- Mastiff russe
- Molossus ou molosse d’Épire
- Montagnard gallois

### P
- Paisley Terrier
- Pisteur brésilien

### R
- Rache
- Retriever russe
- Royal Bourbon

### S
- Setter de Balloch
- Sleuth hound
- Smithfield
- Staghound

### T
- Talbot
- Techichi
- Terrier blanc anglais
- Terrier des sables d'Abyssinie
- Terrier noir et feu
- Tesem
- Tweed Water Spaniel

### V
- Vieux berger gris gallois
- Vieux bouledogue anglais
- Vieux lévrier croate
- Vieux pointeur espagnol
- Vertagus